# Zamak

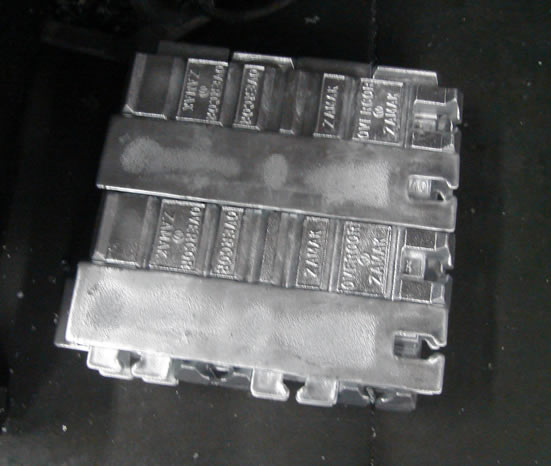
Lingotto di zamak

Il termine lega metallica zamak, conosciuta anche come zamac o zama e registrata col marchio ZAMAK, indica una famiglia di leghe di zinco, i principali elementi delle quali sono l'alluminio, il magnesio e il rame.
Il nome con la k deriva dalla lingua tedesca Zink Aluminium Magnesium Kupfer. La variante con la lettera c è in uso nei paesi anglosassoni e francesi.

## Caratteristiche
Il secondo elemento di lega è l'alluminio, che si trova in percentuali comprese fra lo 0,8 ed il 27% e il cui effetto principale è quello di agente indurente, mentre il rame aumenta la colabilità (e, in misura minore, la durezza).
Ferro e nichel sono presenti come impurità a tenore controllato e sono la principale causa di corrosione intergranulare per queste leghe. 
L'ottima colabilità e una durezza paragonabile a quella di numerose ghise e ottoni rendono le Zamak adatte alla realizzazione di getti fusi sani e complessi (come parti di lavatrici, motori e macchine obliteratrici). L'unico difetto importante è la scarsa resistenza in temperatura, tanto che già a 50 °C alcune di esse iniziano ad avere problemi di tenuta meccanica. Scarsa è anche la resistenza alla torsione e al successivo riallineamento, tanto che in alcuni usi è stata abbandonata a favore di materiali più rimodellabili, trattandosi comunque di una lega meno pregiata di altre.
La più comune lega ZAMAK oggi è la ZAMAK-3, ma sono prodotte anche la ZAMAK-2, la ZAMAK-5 e la ZAMAK-7, usate estensivamente in pezzi prodotti per fusione in conchiglia.

## Storia
La New Jersey Zinc Company per prima sviluppò le leghe ZAMAK nel 1929. Il nome è un acronimo della denominazione tedesca degli elementi di lega componenti: Z per Zink (zinco), A per Aluminium (alluminio), MA per Magnesium (magnesio) e K per Kupfer (rame). La lega è anche conosciuta con i nomi ZAMAC (C: Copper, rame) e "ZAMA".
La corrosione intercristallina di cui soffre lo zinco fu un grande ostacolo nell'utilizzo della tecnologia della fusione in conchiglia, a causa della presenza di impurità di ferro nello zinco stesso. La lega Zamak risolve il problema, impiegando zinco purificato al 99,99%, prodotto dalla New Jersey Zinc Company grazie all'utilizzo di un reflussore durante il processo di ottenimento dello zinco.
Uno degli utilizzi più comuni della lega Zamak è quello della fabbricazione di giocattoli e parti meccaniche, prodotti per fusione in conchiglia. Essa è anche utilizzata nella produzione di pesi di bilanciamento per ruote di automezzi, in sostituzione del piombo, specialmente nell'Unione europea.
Inoltre, la lega Zamak è usata nella costruzione di armi a salve.

### Mazak
Nei primi anni '30 Morris Ashby in Gran Bretagna acquistò la licenza della lega ZAMAK dalla New Jersey Zinc Company. Lo zinco ad alta purezza non era disponibile però in Europa, così la compagnia ottenne il diritto di realizzare questa lega usando lo zinco puro al 99,95% prodotto localmente tramite una raffinazione elettrolitica. Questa lega fu denominata Mazak, per distinguerla parzialmente dalla ZAMAK, con il nome che richiamava le iniziali della compagnia (Morris Ashby). Nel 1933, la National Smelting acquisì il brevetto del reflussore, con l'intento di produrre Zinco puro al 99,99% nel proprio stabilimento ad Avonmouth.